# Delphinothérapie

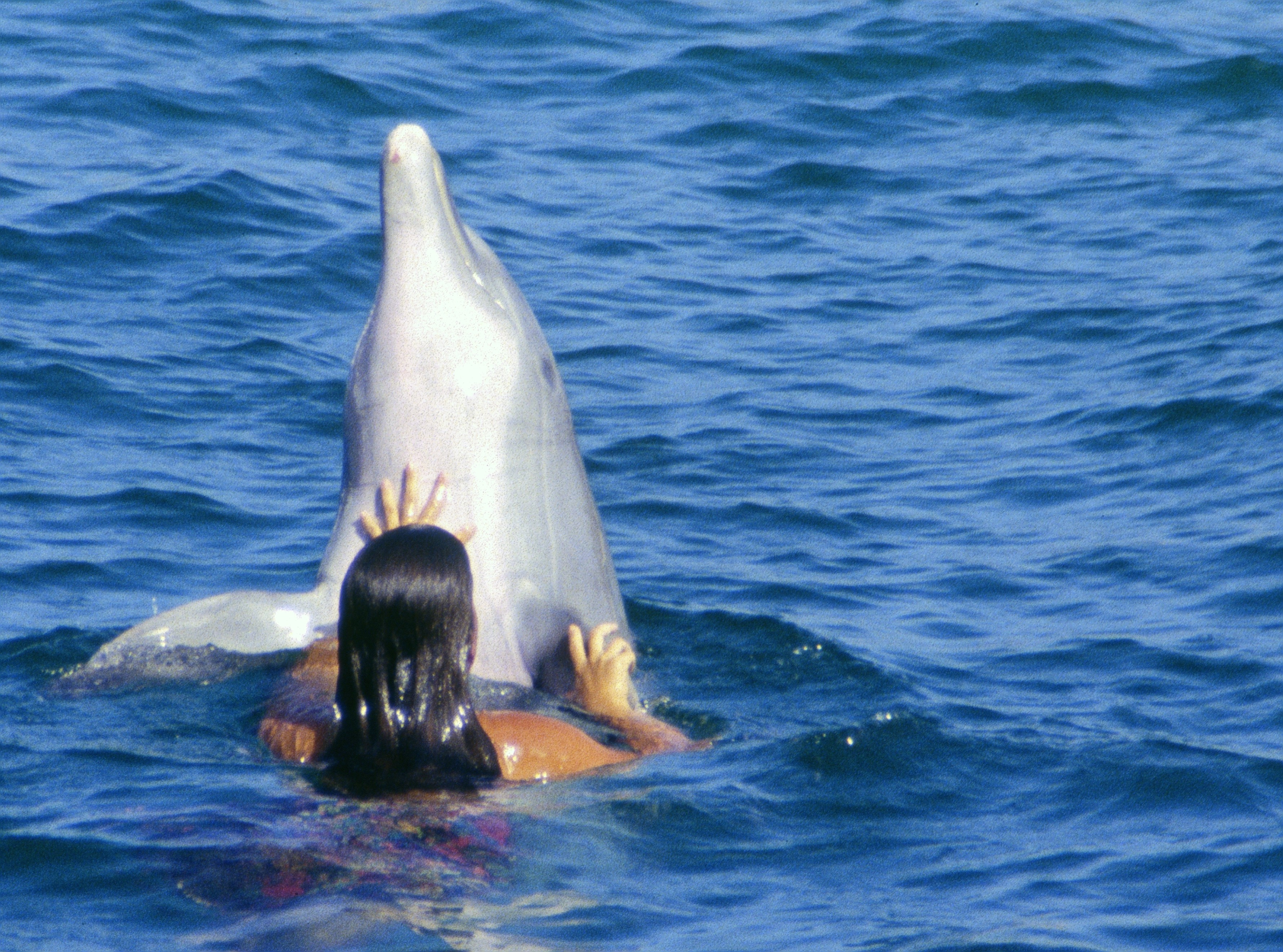
Jeune fille avec un dauphin

La delphinothérapie est une zoothérapie qui utilise pour animal associé les dauphins, espèce très charismatique. Cette pratique prétendument thérapeutique vise à mettre en contact des humains en difficulté d'ordre physique, physiologique et émotionnel avec des dauphins en captivité ou sauvages. Dans la thérapie en delphinarium, les dauphins sont toujours présents, alors que les dauphins sauvages ne viennent que s'ils désirent les contacts avec les humains, ce qui est rare, imprévisible et assez aléatoire.

## Principes
Des centres spécialisés permettant une prise de vacances et des soins, à la manière des centres de thermalisme se sont ouverts.
Aux effets classiques prêtés à toutes les zoothérapies, certains prêtent aux dauphins la capacité de détecter certaines pathologies avec leur sonar voire de les guérir à la manière dont les chirurgiens suppriment les calculs grâce à l'émission d'ultra-sons (la dissolution de ces accumulations minérales étant à ce jour la seule utilité prouvée d'ultrasons thérapeutiques, et à des fréquences très différentes de celles utilisées par les dauphins).
Un projet « Auti-Dauphin » mené par Véronique Servais a tenté de montrer les effets bénéfiques des dauphins sur l'apprentissage chez des enfants autistes. Il s'agissait de diviser les enfants en deux groupes : les uns étudiant au bord des bassins des dauphins et les autres dans une salle de classe. Les enfants ont alors très vite montré un intérêt très particulier aux mammifères marins : long contact visuel, caresse… Au bout de 17 mois, les élèves du groupe des dauphins ont tous obtenu des scores plus élevés au test que les autres enfants. Cependant, lorsque l'expérience est renouvelée en contraignant cette fois-ci les enfants à ne s'intéresser qu'aux tâches demandées et en tentant de réguler leur intérêt pour les dauphins, les enfants du groupe dauphin obtiennent alors les mêmes résultats que les autres enfants.

## Critiques

### Efficacité clinique
En 1998, puis en 2007, les scientifiques Marino Lori et Lilienfield, spécialisés dans la recherche sur les dauphins ont dénoncé dans les médias grands publics, la piètre qualité de la recherche sur les supposés bienfaits thérapeutiques des dauphins sur les enfants autistiques :
« Presque dix ans après notre première évaluation, la légitimité de la delphinothérapie n’est toujours pas démontrée. Cette thérapie ne procure qu’une brève amélioration de l’humeur. Les allégations sur son efficacité sont toujours aussi invalides. Les études que nous avons évaluées sont soit trop petites soit sujettes à des biais évidents; elles n’offrent aucune perspective à long terme. Cette thérapie n’offre aucune amélioration palpable dans l’état des enfants atteints d’un déficit mental ».
Les rares études fiables comme celles qui sont répertoriées par Tracy Humphries sont unanimes : nager avec les dauphins n’améliore pas durablement la condition psychologique et physique des autistes, ni de qui que ce soit d’ailleurs,,.
Selon les scientifiques Marino and Lilienfield, la delphinothérapie, par exemple, est fréquemment associée à des blessures et à des infections; les dauphins font l’objet d’une chasse effrénée, aussi méconnue que cruelle.

### Détournement thérapeutique
Enfin, les thérapies assistées par l'animal ont ce que les économistes nomment un « coût d’opportunité » : l’argent et l’énergie que les parents dépensent sur une « thérapie » qui ne donne aucun résultat tangible ne sont plus disponibles pour investir dans des moyens plus éprouvés et sécuritaires comme ceux qui sont offerts par l’assistance publique et divers autres organismes à vocation caritative.

### Bien-être animal
La delphinothérapie prend place dans des delphinariums, et pose donc les mêmes problèmes en matière de bien-être animal et de braconnage des espèces sauvages menacées. 
Plus spécifiquement, dans le cas de la delphinothérapie, les dauphins sont dressés et récompensés pour leurs interactions avec les patients exactement comme pour exécuter des tours de cirque, ce qui fait dire à la spécialiste Karsten Brensing que « Par conséquent, la seule personne sur laquelle le dauphin concentre vraiment son attention, c’est le formateur — et non le patient. L’enfant peut essentiellement faire ce qu’il ou elle veut, mais le dauphin ne fera que ce que le formateur lui demande de faire. Ainsi, il n’y a aucune interaction réelle ou spontanée dans la delphinothérapie » - ce qui est en contradiction complète avec l'idée même de zoothérapie, fondée sur la relation et non sur une simple interaction formalisée et tarifée. 